# وایسنباخ آندر انس
وایسنباخ آندر انس (به آلمانی: Weißenbach an der Enns) یک منطقهٔ مسکونی در اتریش است که در ناحیه لیتسن واقع شده‌است. وایسنباخ آندر انس ۳۵٫۸۲ کیلومتر مربع مساحت دارد ۶۵۴ متر بالاتر از سطح دریا واقع شده‌است.